# Jochen Rozek
Jochen Rozek (* 29. Juni 1960 in Oberhausen; † 29. August 2024 in Leipzig) war ein deutscher Rechtswissenschaftler und Professor an der Universität Leipzig.

## Leben
Rozek begann nach seiner Ausbildung als Bankkaufmann und dem Grundwehrdienst im Jahr 1983 das Studium der Rechtswissenschaften an der Universität Passau. Nach der Ersten Juristischen Staatsprüfung 1988 arbeitete Rozek im Rahmen des juristischen Vorbereitungsdienstes am Oberlandesgericht München und war als wissenschaftlicher Mitarbeiter an der Universität Passau tätig. Im Jahr 1991 folgte die Zweite Juristische Staatsprüfung in Passau. An der Universität Passau wurde Rozek 1992 mit der Dissertation Das Grundgesetz als Prüfungs- und Entscheidungsmassstab der Landesverfassungsgerichte: zugleich ein Beitrag zum Phänomen der in die Landesverfassung hineinwirkenden Bundesverfassung promoviert und habilitierte sich ebenda 1996 mit der Arbeit Die Unterscheidung von Eigentumsbindung und Enteignung: eine Bestandsaufnahme zur dogmatischen Struktur des Art. 14 GG nach 15 Jahren "Naßauskiesung" für Staats- und Verwaltungsrecht. Nachdem er 1997 die Vertretung der Professur für Öffentliches Recht an der TU Dresden übernommen hatte, wurde er im folgenden Jahr Professor für Öffentliches Recht  unter besonderer Berücksichtigung von Verwaltungsrecht an der TU Dresden.
Rozek war bis September 2008 Inhaber des Lehrstuhls an der TU Dresden und hatte seitdem bis zu seinem Tod den Lehrstuhl für Staats- und Verwaltungsrecht, Verfassungsgeschichte und Staatskirchenrecht an der Universität Leipzig inne. Rozek war dort Nachfolger von Helmut Goerlich. Ab Oktober 2013 war er in der Nachfolge von Christian Berger Dekan der dortigen Juristenfakultät.

## Veröffentlichungen (Auswahl)
- Das Grundgesetz als Prüfungs- und Entscheidungsmaßstab der Landesverfassungsgerichte – Zugleich ein Beitrag zum Phänomen der in die Landesverfassung hineinwirkenden Bundesverfassung, Nomos, Baden-Baden 1993, ISBN 978-3-7890-2890-8.
- Die Unterscheidung von Eigentumsbindung und Enteignung – Eine Bestandsaufnahme zur dogmatischen Struktur des Art. 14 GG nach 15 Jahren „Naßauskiesung“. Mohr Siebeck, Tübingen 1998, ISBN 978-3-16-146892-6.
- Baurecht in Sachsen, Schriftenreihe Recht – Sachsen, Saxonia, Dresden, Heft 1, 1999/2. Aufl. 2001, ISBN 978-3-9806374-3-5.
- Verwaltungsvorschriften zum Baurecht in Sachsen, Schriftenreihe Recht – Sachsen, Heft 2, 2000.
- Dresdner Schriften zum Öffentlichen Recht
- Verwaltungsprozessrecht; Berlin : Springer-Verlag GmbH & Co. KG ISBN 3-540-01312-1.